# Comuna Katanske, Velîka Pîsarivka
Katanske (în ucraineană Катанське) este o comună în raionul Velîka Pîsarivka, regiunea Sumî, Ucraina, formată din satele Berezivka și Katanske (reședința).

## Demografie
Componența lingvistică a comunei Katanske
     Rusă (67,61%)
     Ucraineană (31,92%)
     Alte limbi (0,32%)
Conform recensământului din 2001, majoritatea populației comunei Katanske era vorbitoare de rusă (67,61%), existând în minoritate și vorbitori de ucraineană (31,92%).